# Huai He
Huái Hé (Huai He) er en flod i Kina omtrent midt  mellem landets to hovedfloder,  Den gule flod (Huang He) i nord og Chang Jiang (Yangzi) i syd. Huai He har en længde på  1.078 kilometer og afvander et areal på 174.000 kvadratkilometer. Huaifloden og Qinlingbjergene regnes for den geografiske grænse mellem nord- og sydkina. Før i tiden løb den ligesom de to nævnte fra vest til øst og ud i det Østkinesiske Hav. Men nu er flodløbet ændret, hvilket stadig fører til store oversvømmelser.
Huaiflodens historiske løb var lige ud til  til kysten i den nordlige del af  Jiangsu-provinsen. Men i 1194 brød  Den gule flod ud af sit flodleje og gravede sig et nyt løb sydover og over til nedre del af Huaiflodens  løb. Der forenede de to floder sig og fulgte det nedre Huai-løb ud i havet. Imidlertid medførte Huang He langt mere slam som aflejrede sig og opdæmmede dette nedre flodleje. Huang Hes nedre løb vendte til slut, efter 700 år, i 1850'erne tilbage til det oprindelige løb. Nogle tiår senere, i 1897, var Huai He ikke længere i stand til alene at følge sit historiske leje ned til kysten. Vandet samlede  sig i søen Hongze, og derfra banede den  sig en ny kurs sydover og ned i  Yangtze. 
32°24′37″N 115°24′14″Ø / 32.4103°N 115.404°Ø